# Barybas squamiger
Barybas squamiger är en skalbaggsart som beskrevs av Frey 1967. Barybas squamiger ingår i släktet Barybas och familjen Melolonthidae. Inga underarter finns listade.